# Sentier métropolitain

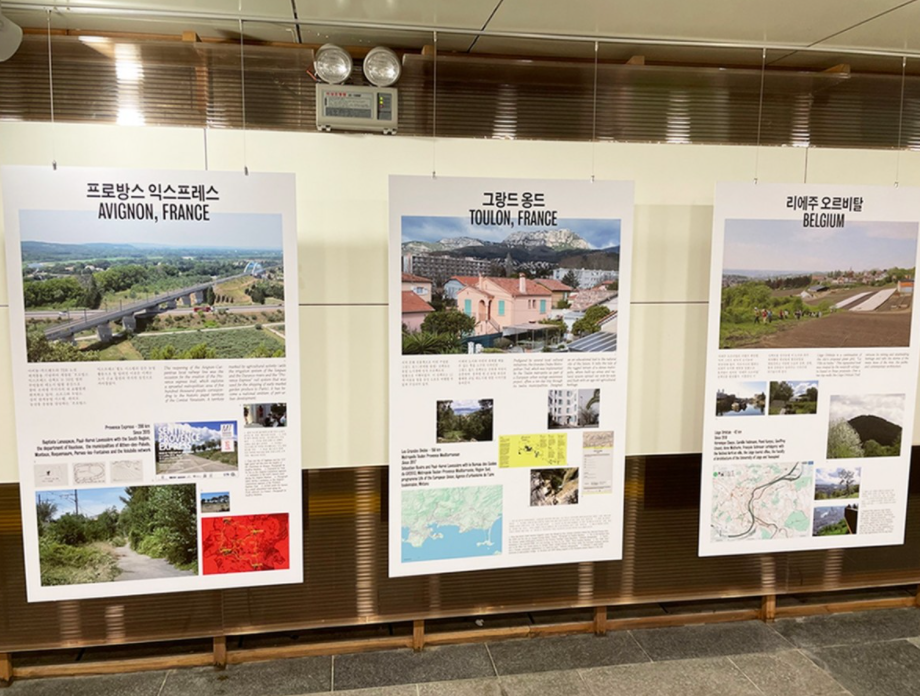
L'art des sentiers métropolitains, Seoul

Un sentier métropolitain est un sentier de randonnée pédestre en milieu urbain ou périurbain qui permet d'explorer une métropole ou une aire métropolitaine en plusieurs jours.
Conçu comme un nouvel espace de création à la croisée des mondes de l’aménagement, de l’art, du tourisme, et de l’écologie, le sentier métropolitain est un équipement culturel qui modifie les façons d’habiter et d’appréhender le territoire.
L'expression sentier métropolitain constitue depuis 2010 une marque déposée par l'association Metropolitan Trails,.

## Historique

### Origine et développements

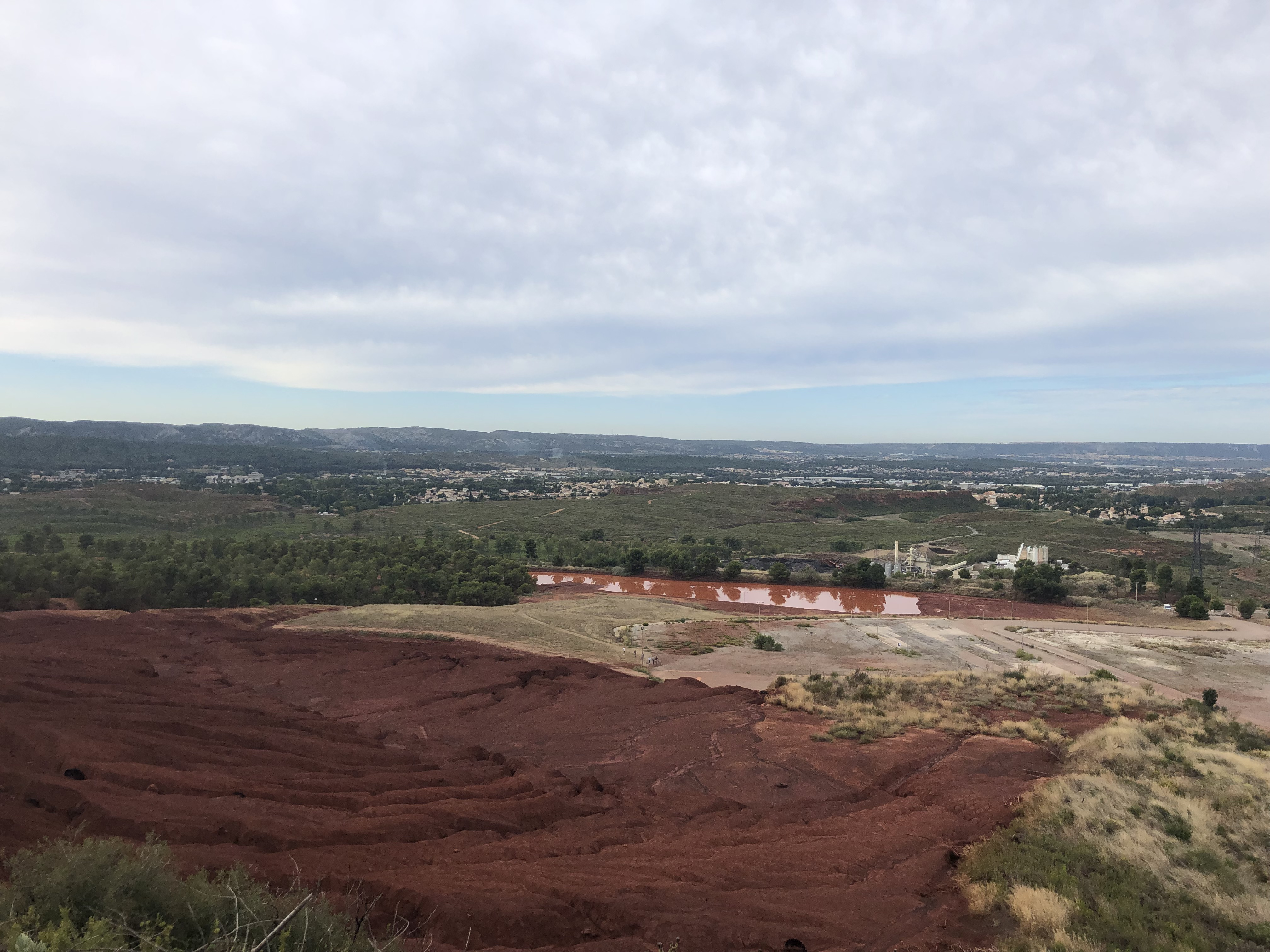
Vue sur Vitrolles et l'Etang de Berre, Sentier du GR2013

Le terme de sentier métropolitain est apparu à l'occasion de la création du GR2013 pour la capitale européenne de la culture Marseille-Provence 2013. Si le projet Sentieri Metropolitani de Milan et le sentier métropolitain de Bordeaux du collectif Bruit du Frigo ont été tous deux lancés avant 2013, le GR2013 demeure le premier sentier métropolitain tracé et balisé dans le monde. Grande randonnée d'environ 365 kilomètres de longueur, le GR2013  explore l'aire métropolitaine de Marseille en reliant des espaces urbains, périurbains, industriels, agricoles et également naturels.
D'autres sentiers métropolitains ont ensuite été créés à Paris, Avignon, Tunis, Londres, Istanbul, et des projets sont en cours à Lyon, Toulon, Cologne, Boston (Massachusetts).
Leur émergence en France a été concomitante au développement du débat sur la loi Métropole (MAPTAM).
Il existe de nombreuses différences entre un sentier métropolitain et un chemin de randonnée urbaine comme "La Traversée pédestre de Paris" par exemple, (marquée au printemps 1995 par le Comité parisien de la Fédération française de la randonnée pédestre, qui reliait le Bois de Boulogne au Bois de Vincennes):   
- Les sentiers métropolitains ont une forte dimension culturelle et revendiquent une filiation avec l'art de la marche et le land art.
- la création du sentier est participative et invite artistes, habitant.e.s, associations locales à contribuer à l'élaboration de l'itinéraire, à l'inverse des sentiers de la Fédération Française de Randonnée qui sont élaborés par les comités départementaux[7].
- La dimension sportive est secondaire comparativement aux sentiers de randonnée traditionnels[7].
- Les Sentiers métropolitains revendiquent une dimension "école ouverte" et portent sur la ville elle-même (ses périphéries, son métabolisme, ses paysages, son évolution, y compris future) alors que les sentiers de randonnée traditionnels recherchent généralement les espaces verts (Ceinture Verte) ou les éléments patrimoniaux traditionnels (bâtiments classés, points de vue)[7].

## Mise en place

### Balisage
Certains sentiers métropolitains ont fait l'objet de balisage physique tout le long de leur parcours. Ainsi, le GR2013 a été balisé par les bénévoles du Comité Départemental de Randonnée Pédestre des Bouches du Rhône.
D'autres sentiers sont balisées virtuellement via des outils numériques, comme des applications pour Smartphone. Ainsi, le sentier métropolitain de Milan bénéficie d'une application dédiée téléchargeable qui permet à la fois à l'utilisateur d'être guidé sur le terrain et de bénéficier d'éléments de récit pendant le chemin. C'est également le cas du sentier du (très) Grand Paris via la plateforme numérique Avenza.

## Animation

### Art contemporain

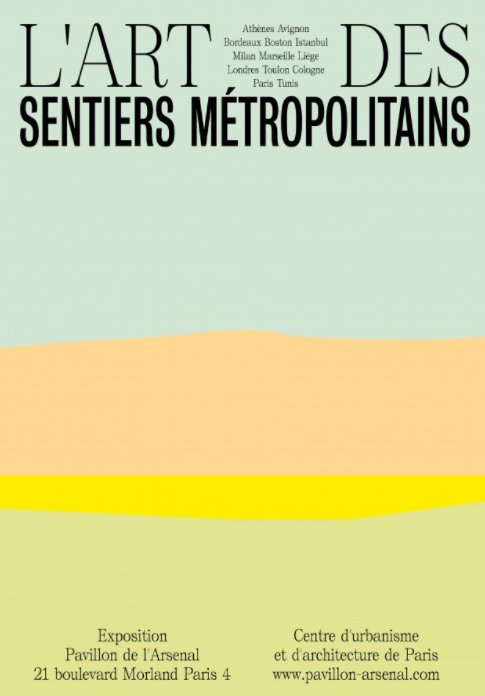
Exposition L'art des sentiers métropolitains au Pavillon de l'Arsenal

L'une des particularités des sentiers métropolitains par rapport aux sentiers de randonnée classique est le lien transversal qu'ils entretiennent avec le monde de l'art contemporain, l'urbanisme, le tourisme et l'écologie. Le GR2013 a été tracé par onze artistes-marcheurs de Marseille, et notamment par l'urbaniste Nicolas Mémain qui se définit lui-même comme « montreur d'ours en béton ». Il a reçu le prix d’urbanisme 2013 de l’Académie d’Architecture pour la création du sentier métropolitain GR2013. En proposant d’arpenter des territoires urbains ou périurbains, le sentier métropolitain traverse des paysages contrastés (autoroutes et rivières, pavillons et collines, zones industrielles, commerciales, naturelles…) et invite le marcheur à construire une relation plus intime avec les lieux et à marcher là où on ne randonne habituellement pas.
Tant projets urbains que culturels, ils sont conçus selon plusieurs dimensions : des explorations collectives pour les élaborer (repérages, marches publiques, randonnées métropolitaines…), des récits partagés qui les documentent (projets artistiques, livres, articles, récits de voyage, feuilletons sonores, films documentaires, expositions…) et un itinéraire partagé réalisé de façon concertée avec les territoires.
L'exposition "L'art des sentiers métropolitains" au Pavillon de l'Arsenal de juillet à octobre 2020 qui invitait à découvrir cet art urbain et pratique émergente en rendant hommage aux pionniers de la discipline, est depuis en itinérance dans plusieurs villes, telles que Strasbourg (au CAUE du Bas-Rhin et sur les vitrines des commerçants) Caen, ou même Séoul.

## Partenaires
Les sentiers métropolitains sont au croisement entre le Land art, l'art de la marche, la performance artistique, l'art participatif et le design, tout en s'adressant au grand public.

### Liste de sentiers métropolitains

#### Europe
- GR2013 de la métropole de Marseille
- Le sentier métropolitain du Grand Paris[15]
- « Terres communes » sentier métropolitain de Bordeaux[16]
- Sentier métropolitain Provence Express, dans l'aire urbaine d'Avignon
- Sentier Métropolitain de la métropole Toulon Provence Méditerranée
- Sentieri Métropolitani, à Milan
- Sentier de l'Attique dans le grand Athènes
- « Between two seas » (Iki Deniz Arasi) à Istanbul
- « Liège Orbitale »
- Charleroi - GR412 « Boucle noire »
- Inspiral London, dans le Grand Londres

#### Afrique
- Sentier métropolitain Tunis Houmani à Tunis

#### Amérique
- Sentier métropolitain du Grand Boston